# Drew Fuller
Drew Fuller, född 19 maj 1980 i Atherton i Kalifornien, är en amerikansk fotomodell och skådespelare. 
Fuller upptäcktes när han var 12 år efter att några kompisar lagt hans bild på omslaget på UCLA Magazine. Vid 16 års ålder arbetade han som fotomodell.
Några exempel på filmer som Fuller har medverkat i är One, Voodo Academy, Angels Don't Sleep Here, Vampire Clan med flera. Han har också varit med i den sjätte säsongen av TV-serien Förhäxad (Charmed, org namn) och i TV-serien Black Sash.
I Förhäxad spelar han Chris Perry från framtiden som kom tillbaka för att rädda sin storebror Wyatt Matthew Halliwell. I serien är han son till Leo Wyatt och Piper Halliwell (en av "the Charmed Ones")

## Filmografi

### Filmer
- 2000 - Voodoo Academy - Paul St. Clair
- 2001 - Angels Don't Sleep Here - Jesse som tonåring
- 2001 - One - Cole
- 2002 - Home of the Brave - Justin Briggs
- 2002 - Vampire Clan - Roderick "Rod" Justin Farrell
- 2004 - Close Call - Sam

### TV-serier
- 2003 - OC - Norland, 1 avsnitt
- 2003-2006 - Förhäxad - Chris Halliwell, 25 avsnitt